# Teutleben (Buttstädt)

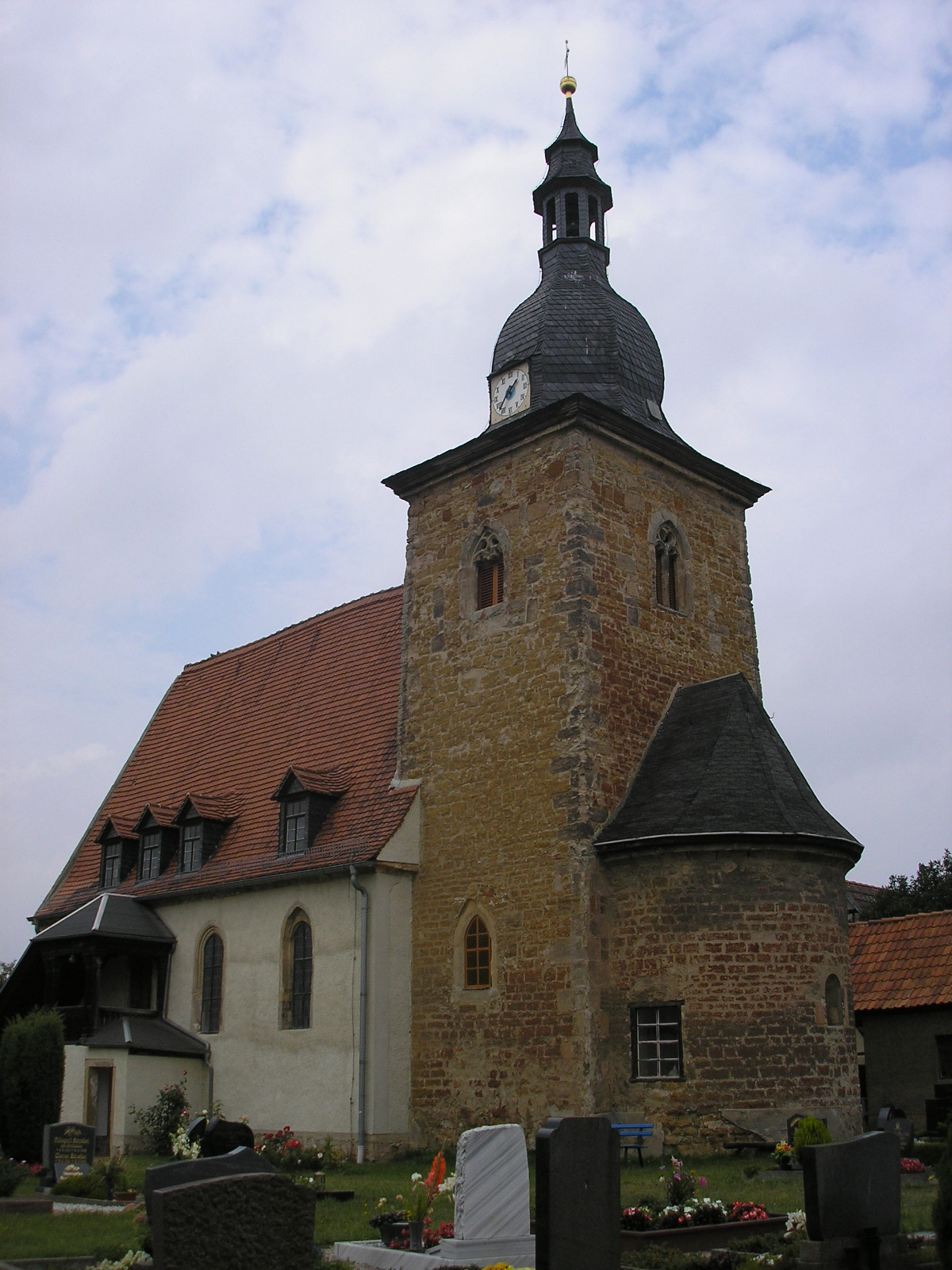
Dorfkirche

Teutleben ist ein Ortsteil von Eßleben-Teutleben innerhalb der Landgemeinde Buttstädt im Landkreis Sömmerda in Thüringen.

## Lage
Teutleben liegt am nordöstlichen Rand des Thüringer Beckens zwischen dem Ettersberg und der Finne sowie südlich von Eßleben.

## Geschichte
Am 18. Mai 876 wurde das Dorf erstmals urkundlich genannt. Einst stand eine Wasserburg südwestlich der Kirche nahe der Mündung des Rheinbachs in den Rohrbach. Die Burg gehörte den Herren von Teutleben, die im 12. Jahrhundert urkundlich erwähnt worden sind. Reste des Turms sind noch heute zu sehen. Es handelt sich um eine Hochmotte (Turmhügelburg) mit erhaltenem Turmrest.
Der Ort gehörte im 16. Jahrhundert zum Rittergut Hardisleben, aus dem 1585 das Amt Hardisleben wurde. Dieses gehörte bis 1603 zum Herzogtum Sachsen-Weimar, von 1603 bis 1672 zum Herzogtum Sachsen-Altenburg, von 1672 bis 1741 wieder zu Sachsen-Weimar und ab 1741 zum Herzogtum Sachsen-Weimar-Eisenach. Die Orte des Amts Hardisleben kamen 1817 zum Amt Buttstädt, welches 1850 im Verwaltungsbezirk Apolda des Großherzogtums Sachsen-Weimar-Eisenach aufging.
1974 fusionierte Teutleben mit dem Nachbarort Eßleben zur Gemeinde Eßleben-Teutleben, welche am 1. Januar 2019 in der Landgemeinde Buttstädt aufging.